# ويليام هنري بربور الابن
ويليام هنري بربور الابن (بالإنجليزية: William Henry Barbour, Jr.)‏ هو محامي وقاضي أمريكي، ولد في 4 فبراير 1941 في يازو سيتي في الولايات المتحدة.